# Kójó Okada

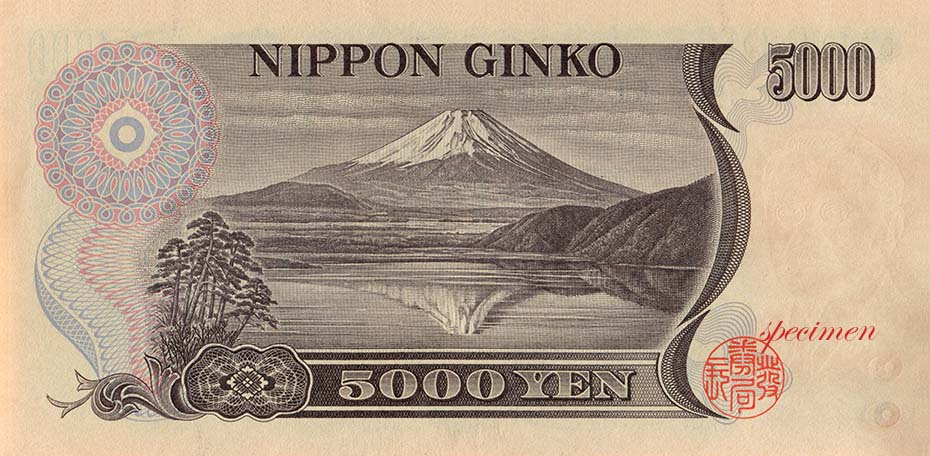
Japonská bankovka 5000 jenů s motivem Okadovy fotografie

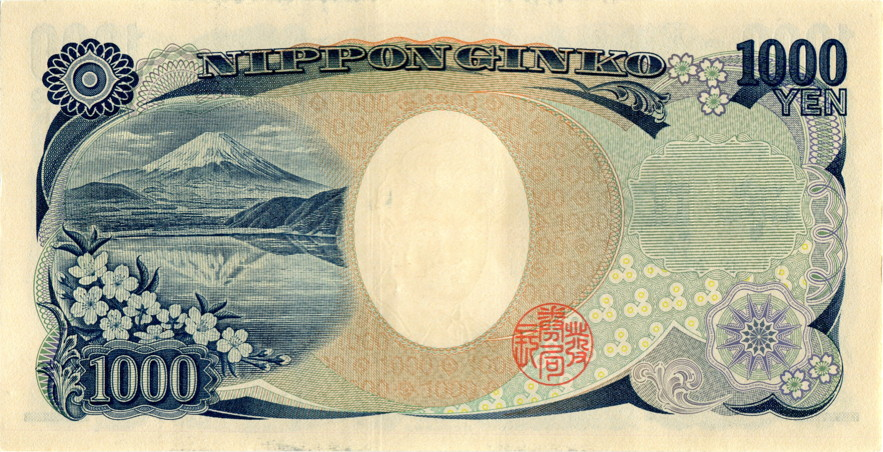
Zrcadlový obraz hory Fudži na bankovce 1000 japonských jenů

Kójó Okada (岡田 紅陽, Okada Kójó; 31. srpna 1895 – 22. listopadu 1972, vlastním jménem 岡田 賢治郎, Okada Kendžiró) byl renomovaný japonský fotograf známý především svými fotografiemi hory Fudži. Jeho snímky jsou využívány pro knižní ilustrace a na bankovky. Pochází z prefektury Niigata. Absolvoval Univerzitu Waseda.

## Životopis
Narodil se v Nakauonuma-mura, Nakauonuma-gun, prefektura Niigata (v současnosti město Tokamači) jako třetí syn Rjumacua Okady, člena Sněmovny reprezentantů. Jeho bratr byl Šohei Okada (člen Sněmovny reprezentantů, guvernér prefektury Niigata). Jeho pradědeček Kibei (Kajuki Okada), jeho děd Eizo (Jukido Okada) a jeho otec Rjumacu (Koun) byli také aktivní v kaligrafii.
V roce 1914 vstoupil do přípravného kurzu univerzity Waseda. Půjčit si od kamaráda fotoaparát a fotografoval horu Fudži a započal vztah s horou Fudži, která se stala jeho životním dílem. V roce 1918 promoval na Waseda University, katedře práva. V roce 1923 také fotografoval následky velkého zemětřesení v oblasti Tokia pro státní orgány prefektury. Jeho záznam byl publikován jako "Kanto Great Fire Memorial Photo Album". V roce 1925 založil fotoateliér v Azabu v Tokiu.
Fotografoval především fotografie hor a krajiny. V zámoří byl také známý fotografováním národních parků po celé zemi. V roce 1940 se podílel na založení organizace Fuji Photo Association. Při válečných škodách 2. světové války přišel o většinu skleněných desek a negativů, ale možná i právě proto byl po válce ještě více pohlcen fotografováním hory Fudži.
V roce 1950 založil Japan Tourism Photography Federation. V roce 1952 se podílel na založení Japonské fotografické společnosti The Photographic Society of Japan (日本写真協会 Nihon šašin kjókai). Zemřel v roce 1972 ve věku 77 let.
Fotografování symbolu Japonska – hoře Fudži – se věnoval více než 40 let. Snímal ji ze země, ze vzduchu, ve všech náladách, z každého úhlu i v každé denní době.
| „            | Celkem jsem fotografoval tuto horu více než 150 000krát, ale obávám se, že jsem dosud nevyužil všechny možnosti. | “ |
| — Kójó Okada | |   |